# Jean-Roger Caussimon au cabaret du Lapin Agile
Albums de Jean-Roger Caussimon
La double vie
(1994)
Jean-Roger Caussimon au cabaret du Lapin Agile est un album posthume de Jean-Roger Caussimon. Il s'agit d’un recueil d’enregistrements inédits réalisés au célèbre cabaret montmartrois, de 1946 à 1949, par la Radio Suisse Romande.

## Titres
Tous les textes sont de Jean-Roger Caussimon. Quelques-uns sont déclamés, la plupart sont chantés sur un accompagnement de piano ou de guitare. Certains se verront attribuer une nouvelle musique et seront réinterprétés par Léo Ferré ou Caussimon lui-même ; c’est le cas pour À la Seine, Mon camarade et Chanson de l’homme heureux.
| No  | Titre                            | Durée |
| --- | -------------------------------- | ----- |
| 1.  | Chez Florencie                   |       |
| 2.  | Serment bohème                   |       |
| 3.  | Sans rime ni raison              |       |
| 4.  | Histoire de brigands             |       |
| 5.  | La Vache                         |       |
| 6.  | Je n’sais pas                    |       |
| 7.  | Le Jardinier du Roy              |       |
| 8.  | Monsieur l’baron est veuf        |       |
| 9.  | Noir et blanc                    |       |
| 10. | À la Seine                       |       |
| 11. | À quoi bon ?                     |       |
| 12. | Loin de Paris                    |       |
| 13. | Le Pauvre Homme                  |       |
| 14. | Chanson malhonnête               |       |
| 15. | Mon camarade                     |       |
| 16. | Jef du Canada                    |       |
| 17. | Chanson de l’homme heureux       |       |
| 18. | L’un après l’autre               |       |
| 19. | L’Illusionniste                  |       |
| 20. | Chanson du fou                   |       |
| 21. | La Plus Basse Basse              |       |
| 22. | L’Ami des hiboux                 |       |
| 23. | Le Jeune Homme qui a de la peine |       |
| 24. | Sur le pont de la Chapelle       |       |
| 25. | Jimmy, le vieux corsaire         |       |
| 26. | Y’avait dix marins               |       |
| 27. | Maman, y’a les chasseurs !       |       |
| 28. | La Lanterne                      |       |